# رولاندو چانگ
رولاندو چانگ (اسپانیایی: Rolando Chang‎؛ زادهٔ ۶ مارس ۱۹۴۶) وزنه‌بردار اهل کوبا بود. وی در بازی‌های المپیک تابستانی ۱۹۷۲ شرکت کرده‌است.